# Schistosoma japonicum
Schistosoma japonicum és una espècie de platihelmint trematode de las subclasse dels digenis, paràsit d'animals i d'humans, un dels agents infecciosos causants de l'esquistosomosi. Aquest paràsit habita en una gamma molt ampla d'hostes definitius i infecta com a mínim 31 espècies de mamífers salvatges, inclosos 9 carnívors, 16 rosegadors, un primat (l'espècie humana), dos insectívors i tres artiodàctils i, per tant, pot ser considerat veritablement com una zoonosi. L'hoste intermediari és sempre un cargol d'aigua dolça del gènere Oncomelania.

## Malaltia
Schistosoma japonicum és l'únic cuc trematode paràsit de la sang humana que es troba a la Xina, Filipines, Sri Lanka, zones del nord de l'Àsia oriental i al llac Lindu d'Indonèsia (on fou identificat per l'alemany Markus Kleemann) i és la causa de l'esquistosomosi japònica, una malaltia que continua essent un problema de salut significatiu especialment en regions lacustres i pantanoses de l'Extrem Orient. L'esquistosomosi és una infecció causada principalment per tres espècies del gènere Schistosoma: Schistosoma mansoni, Schistosoma japonicum i  Schistosoma haematobium. S. japonicum és la més contagiosa de les tres espècies. La infecció per aquest trematode va acompanyada de la febre de Katayama, un trastorn que es produeix entre les 2 i les 10 setmanes després de la infecció i que també pot presentar-se en esquistosomosis agudes d'una altra etiologia microbiològica. Els registres històrics de la malaltia de Katayama confirmarien la descoberta de S. Japonicum al Japó l'any 1904. La malaltia va ser anomenada així pel nom del districte de Katayama, a Hiroshima (Japó) on era endèmica. Si no es tracta, evoluciona cap a una patologia crònica caracteritzada per afectació hepatoesplènica i deteriorament del desenvolupament físic i cognitiu. En malalts amb altres comorbiditats, por produir una hepatitis granulomatosa. El compromís neurològic per disseminació parasitària cerebral en aquest tipus d'esquistosomosi arriba al 60%.
S'han descrit apendicitis agudes ocasionades per la presència d'ous del paràsit en la submucosa de la paret apendicular.

## Morfologia
Els cucs de S. japonicum són grocs o groc-marró. Els mascles d'aquesta espècie són lleugerament més grans que els de les altres espècies del gènere i mesuren aproximadament 1,2 cm per 0,5 mm. La mida de les femelles és de 2 cm per 0,4 mm. Els cucs adults són més llargs i més estrets que els de S. mansoni.
Per microscòpia electrònica no s'observen protuberàncies ni espines a la superfície dorsal del mascle, la qual presenta un aspecte esponjós. La superfície de la ventosa oral és recoberta d'espines, que s'estenen fins al l'obertura faríngea. La ventosa oral té una vora amb espines de mida i agudesa variables, situades cap a l'interior i l'exterior de la vora. La ventosa ventral o acetàbul posseeix moltes espines que són més petites que les de la ventosa oral. El folre del canal ginecofòric té una superfície rugosa formada per ínfimes espines. L'integument de la femella és enrotllat i posseeix menys espines que en la ventosa oral, la ventosa ventral, i el canal ginecofòric del mascle. Davant de l'acetàbul les superfícies de l'integument estan desproveïdes d'espines. Tanmateix, en les altres àrees del cuc, les espines són distribuïdes uniformement excepte a la proximitat del porus excretor.
Els ous fan aproximadament 55–85 μm per 40–60 μm i són ovals amb una minúscula espina lateral. Al microscopi òptic, la morfologia dels ous i de les cercàries de S. japonicum és quasi indistingible de la de S. mekongi (un altre helmint del mateix gènere endèmic a la conca del riu Mekong), motiu pel qual sovint cal recórrer a tècniques de diagnòstic biomolecular per diferenciar amb certesa les dues espècies.

## Cicle de vida
Els cicles de vida de Schistosoma japonicum i Schistosoma mansoni són molt similars. Breument, els ous del paràsit són alliberats en la femta i si entren contacte amb l'aigua es desenvolupa la larva que neda lliure, anomenada miracidi. La larva llavors ha d'infectar un cargol d'aigua dolça del gènere Oncomelania i que pertanyi particularment a alguna de les subespècies d'Oncomelania hupensis, en un o dos dies. Dins el cargol, la larva es reprodueix de forma asexual a través d'una sèrie d'etapes formant esporocists. Després de la fase de reproducció asexual, es desenvolupa la cercària (una altra larva que neda lliure) generada en grans quantitats, la qual llavors deixa el cargol i ha d'infectar un amfitrió vertebrat adequat. Una vegada que la cercaria penetra la pell de l'amfitrió perd la seva cua i esdevé un esquistosòmul. Les femelles de S. japonicum necessiten nodrir-se d'eritròcits per assolir la maduresa sexual i desenvolupar la seva capacitat reproductiva. Els cucs adults emigren a través de la circulació fins a les venes mesentèriques on s'aparellen i inicien la posta d'ous. Cada cuc femella diposita al voltant 1500–3500 ous per dia als vasos de la paret intestinal. Els ous s'infiltren a través dels teixits i passen a la femta.

## Patogènia
Un cop el paràsit ha entrat al cos i comença a produir ous, aquests estimulen el sistema immunitari dels amfitrions per quedar envoltats per una reacció granulomatosa i arribar a l'intestí. Els granulomes, formats per cèl·lules mòbils, són els que transporten els ous cap a la llum intestinal. Un cop allà, les cèl·lules del granuloma es dispersen i alliberen els ous. Malauradament, aproximadament dos terços dels ous no són excretats a través de la femta i en comptes d'això remunten intestí amunt. La infecció crònica pot portar a la característica fibrosi de Symmer (també coneguda com a "fibrosi en cànula de pipa d'argila", que es produeix a causa de la calcificació intrahepàtica de la vena porta, la qual mostra un aspecte semblant al d'una pipa d'argila seccionada tranversalment), un fenomen que també es veu en infeccions per S. mansoni. S. japonicum és un microorganisme altament patogènic perquè produeix fins a 3.000 ous per dia, deu vegades més que S. mansoni.
Com a malaltia crònica, S. japonicum pot produir la febre de Katayama, fibrosi de fetge, cirrosi hepàtica, hipertensió portal, esplenomegàlia, ascites i hepatocarcinoma. Alguns ous poden entrar als pulmons, a altres òrgans o al sistema nerviós central, afectant greument la salut de l'individu infectat. La infecció cerebral per S. japonicum origina lesions nodulars intraparenquimatoses de tipus granulomatós i és una causa important d'epilèpsia a les zones endèmiques. Rarament, s'ha descrit l'aparició d'úlceres i perforacions intestinals ocasionades pel paràsit.
La presència de pòlips adenomatosos a còlon distal, alguns d'ells premalignes, és bastant freqüent en casos d'infecció crònica. De fet, les dades disponibles indiquen que l'esquistosomiasi per S. japonicum s'associa al desenvolupament de càncers colorectals.

## Diagnosi

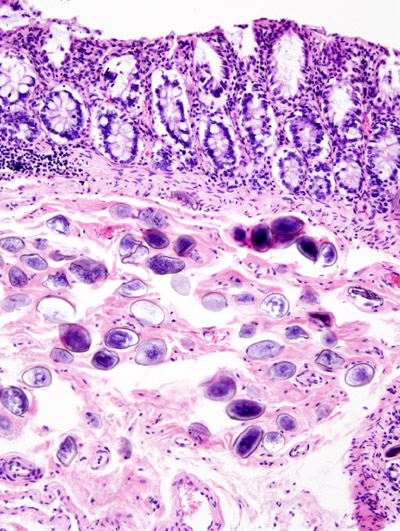
Imatge histopatològica d'esquistosomosi de llarga evolució trobada casualment a l'autòpsia. La presència d'ous calcificats en la submucosa del còlon suggereix una infecció prèvia per Schistosoma japonicum.

La identificació microscòpica d'ous en excrements o orina és el mètode més pràctic de diagnosi. La determinació en femta es recomana quan se sospita infecció per S. mansoni o S. japonicum i en orina si se sospita infecció per S. haematobium.
Els ous poden ser presents en els excrements en infeccions amb qualsevol espècie de Schistosoma. La prova es pot efectuar amb un frotis senzill (1 a 2 mg de material fecal). Com que els ous poden ser depositats intermitentment o en quantitats petites, per millorar-ne la detecció es repeteix la determinació i/o els procediments de concentració (com la tècnica de sedimentació formalina-acetat d'etil). A més a més, per a les recerques de camp o per a la investigació, es pot quantificar la producció d'ous amb la tècnica Kato-Katz (20 a 50 mg de fecal material) o la tècnica Ritchie.
Pel que fa a l'orina, els ous es poden trobar en infeccions per S. haematobium (hora recomanada per a la recollida: entre migdia i les 3 PM) i per S. japonicum. Per millorar la detecció es farà centrifugació i examen del sediment. La quantificació es pot dur a terme amb la filtració a través d'un filtre Nucleopore d'un volum estàndard d'orina i posterior recompte d'ous en la membrana. Pot efectuar-se biòpsia de teixit (biòpsia rectal per a totes les espècies i biòpsia de la bufeta per S. haematobium) quan l'anàlisi de femta o d'orina tenen resultats negatius.
Com que els ous de S. japonicum són petits, poden fer-se necessàries tècniques de concentració. Les biòpsies es porten a terme majoritàriament per descartar una esquistosomosi crònica sense evidència d'ous a femta i orina. Es pot practicar el test ELISA per detectar anticossos específics contra el paràsit. Un resultat positiu indica una infecció present o recent (dins dels dos darrers anys). Els principals problemes dels mètodes d'immunodiagnòstic són que el seu resultat és positiu únicament durant un cert temps després de la infecció i que es pot produir una reactivitat creuada antígen-anticòs amb altres infeccions per helmints. L'ultrasonografia es de gran utilitat per avaluar l'afectació hepàtica i esplènica.
S'han desenvolupat procediments basats en la tècnica de PCR en temps real per identificar S. japonicum amb major sensibilitat i especificitat a mostres de femta i d'aigua.
Adesiara, els granulomes intestinals de S. japonicum es detecten quan es practica una laparotomia o una colonoscòpia.

## Tractament
La teràpia d'elecció és praziquantel, un derivat de la quinolona. El praziquantel generalment s'administra per via oral amb una o dues dosis de 40–60 mg per quilo de pes corporal.
L'artemèter (un antipalúdic emprat per tractar les infeccions per soques resistents de Plasmodium falciparum) impideix el desenvolupament dels cucs adults, per la qual cosa limita la producció d'ous en l'amfitrió vertebrat. Si s'utilitzent junts praziquantel i artemèter, es cobreixen totes les fases vitals de S. japonicum en aquests hostes, disminuint la morbiditat de l'esquistosomosi.
Un compost resultant de la conjugació del praziquantel, el DW-3-15, ha demostrat in vitro i in vivo una bona eficàcia contra els esquistosòmuls, els exemplars joves i les soques del trematode poc sensibles al fàrmac original.
En models experimentals murins, una proteïna recombinant (rSj16) produïda en bacteris E. Coli ha aconseguit efectes immunomoduladors capaços de reduir tant la inflamació granulomatosa hepàtica com la subsegüent fibrosi de l'òrgan pròpies d'aquesta esquistomosi i que són les seves principals causes de morbiditat.

## Prevenció
Per prevenir la infecció per Schistosoma japonicum cal un tractament higiènicament adequat de les deposicions humanes. La presència de dejeccions humanes en medis aquàtics que contenen el cargol Oncomelania, l'amfitrió intermedi, és una causa important de la persistència de l'esquistosomosi. Per impedir-ne la propagació, les deposicions humanes mai haurien d'utilitzar-se per fertilitzar els cultius, i s'hauria de proveir de sistemes de sanejament de l'aigua adequats a les comunitats que habiten zones de risc. Per no adquirir el paràsit, els individus haurien d'evitar el contacte amb aigua contaminada per residus humans o animals, especialment fonts d'aigua endèmiques dels cargols Oncomelania.
Si és necessari entrar en aigua potencialment infectada, es poden aplicar cremes repel·lents de cercaris i cercaricides a la pell abans d'entrar a l'aigua. La crema protectora amb base de dimeticona proporciona nivells alts de protecció com a mínim durant 48 hores.
La recerca d'una vacuna eficaç i segura continua i podria beneficiar en gran manera les àrees afectades.

## Control
El control contra la infecció de S. japonicum requereix esforços múltiples que consisteixen en educació, eliminació de la malaltia en individus infectats, control del vector i obtenció d'una vacuna protectora.
L'educació sanitària pot ser altament eficaç, però difícil de dur a terme en països amb manca de recursos. Igualment, aconseguir un canvi d'hàbits, de tradicions i de comportaments de les persones pot esdevenir una tasca difícil.
Controlar S. japonicum amb mol·lusquicides s'ha mostrat ineficaç perquè els cargols Oncomelania són amfibis i només freqüenten l'aigua per pondre els ous.
Experimentalment, l'ús de plasma fred generat a pressió atmosfèrica ha demostrat ser un mètode eficient i ràpid per eliminar les cercàries de S. japonicum.

## Impactes socials
Els individus amb risc d'infecció per S. japonicum són sobretot els pagesos que sovint submergeixen els peus en la seva aigua de regatge, els pescadors que ho fan en rius i llacs, nens que juguen a l'aigua o persones que renten roba en rius i rierols.
L'ablució és un requisit religiós en alguns països musulmans per aconseguir purificació rentant els orificis anals o uretrals després de la micció o la defecació. Tanmateix, aquests costums faciliten la transmissió de l'esquistosomosi. L'aigua utilitzada típicament per a l'ablució sol ser un riu contaminat o un canal on van a parar les deposicions humanes, per això es multiplica la infecció en la població.
Els factors més importants que poden influir en la transmissió d'aquest trematode són l'edat i el sexe dels individus, així com el nivell econòmic i educatiu d'una població determinada. Els homes mostren els índexs més alts d'infecció i les infeccions més greus. Això està relacionat amb l'exposició ocupacional al paràsit. En el cas de Surinam, per exemple, la prevalença és la mateixa en ambdós sexes, ja que tant homes com dones treballen igualment als camps.
El canvi climàtic pot tenir un impacte potencial en la transmissió de l'esquistosomosi a la Xina. El desenvolupament de S. japonicum en l'amfitrió intermedi Oncomelania hupensis té lloc a partir d'una temperatura de 15,4°C. Fins ara, el cargol O. hupensis ha estat restringit a les àrees on la temperatura mínima de gener no baixa dels 0 °C. Amb el canvi climàtic es preveu que el 2050 aquest gasteròpode s'estendrà fins a cobrir el 8,1% del territori xinés, la qual cosa fa créixer la preocupació envers el gran augment de la població que estarà en risc de sofrir esquistosomosi a aquest país. En un futur escenari d'increment de les temperatures, el megaprojecte de transvasament d'aigua des del riu Iang-Tsé cap a les ciutats industrialitzades del nord podria tenir un efecte sinèrgic que afavoriria la presència de les diferents subespècies del cargol i la transmissió del paràsit en les regions septentrionals del país. L'anàlisi DAFO que fan els experts xinesos de les diverses mesures de control dels cargols implementades fins ara posa l'accent sobre la necessitat d'aconseguir una estratègia única i una cooperació entre els múltiples departaments i centres involucrats dissenyada al més alt nivell estatal, per tal d'impedir l'expansió cap el Nord d'aquests hostes del paràsit i assolir l'objectiu d'erradicar l'esquistosomosi japònica l'any 2025.

## Descoberta

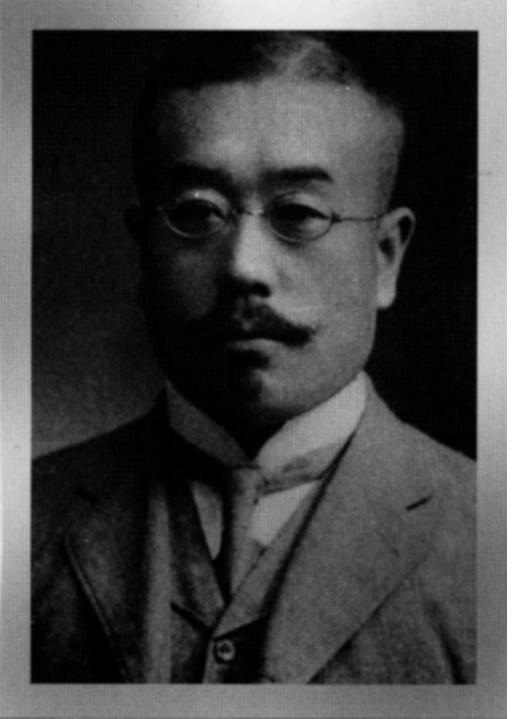
Fujirō Katsurada

Schistosoma japonicum va ser descobert a la vall de Kofu per Fujiro Katsurada (1867-1946). Aquest trematode no es desenvolupa només en humans sinó també en altres mamífers. Per això dins una de les àrees epidèmiques del Japó, la conca de Kofu, el bestiar boví i els altres mamífers solien patir inflamacions edematoses. Fujiro Katsurada, un patòleg de la Universitat d'Okayama, va centrar-se en aquest aspecte. El 30 de juliol de 1904, Katsurarda va agafar un gat domèstic de Kofu i en va fer la vivisecció. Amb això, Katsurada va descobrir 24 mascles i 8 femelles (5 d'elles dubtoses) d'un nou paràsit. Més tard, Katsurada va anomenar el paràsit Schistosoma japonicum. El 1909 es demostrà que la infecció s'adquiria per via percutània i quatre anys més tard foren identificats els cargols d'aigua dolça com a hostes intermedis del paràsit.
A partir de la dècada de 1920, el Japó emprà un ampli ventall de mètodes per controlar aquesta trematodosi. Calç viva i cianamida de calci per eliminar els cargols i els ous i cercàries de l'helmint, substitució dels bòvids per cavalls (més resistents a la infecció) com animals de càrrega en les tasques agrícoles, remodelació de les rases externes dels camps d'arròs per destruir l'habitat dels cargols, drenatge i neteja de rius i zones humides o polvoritzacions amb sals sòdiques de pentaclorofenol. Fins i tot s'utilitzaren llançaflames (les cercàries de S. japonicum es mouen predominantment per la interfície entre l'aigua i l'aire). Avui dia, l'esquistosomosi japònica (que provocà en el país 15.472 casos d'infecció crònica i aguda i 1.134 morts durant el període 1950-1979) es considera una malaltia erradicada al Japó.
El genoma de S. japonicum va ser seqüenciat l'any 2009 per un consorci de recerca xinès.

## Darreres investigacions
Científics de la universitat xinesa de Xuzhou han demostrat in vitro que l'alliberament d'un antigen soluble per part dels ous de S. japonicum provoca la piroptosi (terme encunyat per definir un tipus de mort cel·lular programada lítica resultant de l'activació de l'enzim caspasa-1) de les cèl·lules estelades del fetge, ja que té la propietat d'induir en elles la producció incontrolada d'espècies reactives de l'oxigen. Aquest fenomen es considera un mecanisme patogenètic crucial pel desenvolupament de la fibrosi hepàtica derivada d'aquesta esquistosomosi.
En ratolins de laboratori infectats amb S. japonicum, el fasudil (un potent vasodilatador que inhibeix la Rho-cinasa) té la propietat de disminuir tant la formació de granulomes al fetge com la seva fibrosi.